# Las Águilas (Lima)
Las Águilas es un despoblado peruano ubicado en el distrito de Manás, perteneciente a la provincia de Cajatambo del departamento de Lima, al centro oeste del Perú. 

## Ubicación
Las Águilas se ubica al sur de la provincia de Cajatambo, en el distrito de Manás, en el departamento de Lima.

## Demografía
En 2017 Las Águilas no tuvo a ningún habitante empadronado, y tenía 1 vivienda.